# グレイステクノロジー
グレイステクノロジー株式会社（GRACE TECHNOLOGY, INC.）は、各種マニュアルのコンサルティング・制作を手掛けている日本の企業。

## 概要
創業者である松村幸治が1984年に国内初であるマニュアル制作会社として本企業の前身となる日本マニュアルセンターを設立。しかし、1999年3月に役員が突如退社し、その直後に不正会計が発覚。日本マニュアルセンターは経営危機に陥った。
松村は1999年11月に、e-manual事業を立ち上げることを立案。企業からの出資を受け入れた上で、2000年8月にグレイステクノロジーを設立した。以降はMOS（マニュアルオーダーメードサービス）事業と MMS（マニュアルマネージメントシステム）事業を手掛けている。
2016年12月に東京証券取引所マザーズ市場へ上場し、2018年8月に東京証券取引所第一部へ市場変更したが、粉飾決算を指摘されたことにともなう2022年3月期第2四半期四半期報告書の提出遅延により2022年2月28日に上場廃止となった（後述）。

## 沿革
- 2000年8月1日 - 設立。
- 2001年4月 - e-manual事業を開始。
- 2008年3月 - 日本マニュアルセンターと経営統合。
- 2016年12月21日 - 東京証券取引所マザーズ市場へ上場。
- 2018年8月27日 - 東京証券取引所第一部へ市場変更。
- 2021年
  - 4月13日 - 創業者である松村幸治代表取締役会長が死去[5]。
  - 8月31日 - 2021年度JPX日経中小型株指数に選定[6]。
  - 11月9日 - 不適切な会計処理が発覚し、特別調査委員会を設置[7]。
- 2022年
  - 1月27日 - 延長承認を受けた法定提出期限である2022年1月27日までに2022年3月期第2四半期四半期報告書が提出不可能となったため、東京証券取引所が東京証券取引所第一部上場廃止を決定[1]。
  - 2月2日 - 2021年度JPX日経中小型株指数から除外[8]。
  - 2月28日 - 東京証券取引所第一部上場廃止[1]。
- 2023年3月16日 - 株式併合を実施し、株主がハヤテマネジメントのみとなる。

## 粉飾決算
松村の死去から7か月後の2021年11月9日に、不適切な会計処理が行われていたのではないかという指摘が外部からあった。
これを受けてグレイステクノロジーは同日に特別調査委員会を設置して調査を開始したと同時に、同年11月15日に予定していた2022年3月期第2四半期決算発表を延期する事を発表した。同年11月15日に提出期限となっていた2022年3月期第2四半期四半期報告書の提出期限を2022年1月17日までに延長する承認を受けた。これを境に、大手企業を中心に顧客離れが発生していった。
特別調査委員会は2021年12月26日に最初の調査結果を発表。グレイステクノロジーは2016年3月期より、松村元会長やA元取締役主導の下で架空売上を計上し、その架空取引に係る売掛金を当社役職員の自己資金を用いて仮装入金等していたこと、売上の前倒計上をしていたこと、利益操作目的で架空外注費を計上していたことが明らかとなった。これにより、2016年3月期から2021年3月期までの売上の55%が架空売り上げであったことが明らかとなったと同時に、他のリース案件に関しても会計処理の適切性が疑われる取引が行われていたことが明らかとなった。これは、会計監査人であるEY新日本有限責任監査法人の監査をすり抜けるという悪質なものであった。粉飾決算の発覚により、株価は急落していった。
東京証券取引所は2022年1月14日に、延長承認を受けた2022年3月期第2四半期報告書の提出が同年1月17日までに提出不可能となったことから、グレイステクノロジー株式を監理銘柄（確認中）に指定したと同時に、同年1月27日までに四半期レビュー報告書を添付した2022年3月期第2四半期報告書を提出しなければ上場廃止にすることを発表。同年1月27日までに四半期レビュー報告書を添付した2022年3月期第2四半期報告書の提出が不可能となったため、グレイステクノロジーは同年2月28日に上場廃止となった。なお、同年4月4日に施行される東京証券取引所新市場では、グレイステクノロジーは東京証券取引所プライム市場を選択していた。
グレイステクノロジーは2022年1月27日に、特別調査委員会による調査書を受領。それによると、売上の前倒し計上や架空売り上げの計上が多数発見されたことが明らかとなり、2021年3月期の単独売上高18億円のうち、半分以上の約9億9000万円が架空売り上げであったことが明らかとなった。売上の前倒し計上は上場前である2016年3月期から行われており、経営陣も認識していたという。松村は東京証券取引所マザーズ市場上場直後から予算の達成を強く意識するようになった結果、予算達成への貢献をさらに強く求めるようになっていき、社員に対するパワーハラスメントも横行するようになった。2018年8月から2021年8月までの間に、63人がグレイステクノロジーを退職していった。前倒し計上でも目標達成が困難となったことから、架空売上の計上に手を染めるようになり、顧客の署名や押印などを偽造した上で、役員などがストックオプション（新株予約権）の行使で得た株式の売却で得た資金を顧客名義でグレイステクノロジーに入金する偽装もしていた事も明らかとなった。2016年4月期から2021年3月期までの架空売上の総額は、23億4700万円に達していた。これにより、グレイステクノロジーの経営は松村によるワンマン経営と粉飾決算による自転車操業であったことが明らかとなったばかりか、投資家や株式市場への信用低下を招く結果となった。
グレイステクノロジーは2022年2月18日に、役員責任調査委員会を設置。同年5月18日に役員責任調査委員会による調査報告書を受領。役員責任調査委員会は、松村、飯田智也前代表取締役社長、A取締役には売上前倒し事案、架空売上事案、内部統制システム構築・運用義務違反においてる善管注意義務違反が認められると結論付け、3人には損害賠償責任を負うものであると結論づけた他、大池信之代表取締役社長、B元取締役に関しても、内部統制システム構築・運用義務違反においてる善管注意義務違反が認められると結論付け、3人には損害賠償責任を負うものであると結論づけた。
証券取引等監視委員会は2022年2月22日、金融商品取引法違反の容疑で、グレイステクノロジーに対して課徴金2400万円の納付と有価証券報告書などの訂正報告書の提出をさせるよう金融庁に勧告を行った。
グレイステクノロジーは上場廃止後の2022年7月28日、金融庁へ訂正処理を行った2021年3月期までの有価証券報告書、2022年3月期第1四半期報告書までの四半期報告書の訂正報告書、2022年3月期第2四半期報告書並びに2022年3月期第3四半期報告書、2022年3月期有価証券報告書を提出した。
経営再建は容易ではないという向きもあり、2022年10月までに株主などから総額6億9700万円の損害賠償請求を提訴された他、2023年3月期中間決算においても、3億5500万円の赤字となった。
上場廃止後にはハヤテマネジメントに対する第三者割当増資の他にも、他の企業や金融投資家から資金調達の話が持ち掛けられたものの、いずれの案件も民事再生法などの法的処理を前提としていたものであった。グレイステクノロジーは2023年1月13日、ハヤテマネジメントに対して第三者割当増資を実施。同年3月16日に株式併合を行い、株主がハヤテマネジメントのみとなった。